# Caproni Ca.308
Il Caproni Ca.308 "Borea" era un bimotore di linea ad ala bassa sviluppato dall'azienda italiana Cantieri Aeronautici Bergamaschi (CAB) (Gruppo Aeronautica Caproni) negli anni trenta.

## Utilizzatori

### Civili
Italia
- Ala Littoria

### Militari
Italia
- Regia Aeronautica
  - Comando Aeronautica della Libia